# 1376
1376 (MCCCLXXVI) var ett skottår som började en tisdag i den julianska kalendern.

## Händelser

### Maj
- 3 maj – Olof Håkansson väljs officiellt till kung av Danmark, med sin mor Margareta som förmyndare.

### Okänt datum
- Fred sluts mellan hansaförbundet och Norge, varvid Hansan får sina privilegier i Norge bekräftade av kung Håkan Magnusson.
- Det kurdiska Emiratet av Badinan grundas av Baha-al-Din som ursprungligen kom från Şemzînan i Hakkari.

## Födda
- Sofia av Bayern, drottning av Böhmen.

## Avlidna
- 8 juni – Edvard, den svarte prinsen, prins av Wales.